# О, зазвижди и ја ћу ти доћи, момче
„О, зазвижди и ја ћу ти доћи, момче” (енгл. Oh, Whistle, and I'll Come to You, My Lad), такође преведена под насловом „Звиждук и одзив”, прича је о духовима британског писца М. Р. Џејмса, први пут објављена 1904. године у збирци прича под насловом Приче о духовима једног антиквара. Наслов приповетке потиче из истоимене песме шкотског песника Роберта Бернса.
Приповетка је на српском језику први пут објављена 1998. у оквиру збирке прича Јасен и друге приче о духовима Књижаре Театар, у преводу Александра Бјелогрлића.

## Радња
Паркинс, протагониста, млади је „професор онтографије” на Универзитету у Кембриџу, који се на почетку приче спрема за одмор у граду Бернстоуу, на источној обали Енглеске. Резервисао је собу у гостионици „Глоуб Ин”, иако му је донекле непријатно што ће у његовој соби бити још један кревет. На вечери у свом колеџу, колега из археологије моли га да испита терен око разрушеног темпларског прецепторијума близу „Глоуба”, како би оценио његову погодност за ископавање.
Првог дана у Бернстоуу, након партије голфа са пуковником Вилсоном, још једним гостом „Глоуба”, Паркинс одлази да пронађе и прегледа место прецепторијума. Налази рупу у зиду, у којој проналази древну бронзану звиждаљку. Док се враћа у гостионицу дуж пусте плаже, примећује да „облик прилично нејасне прилике” у даљини изгледа као да се силно труди да га сустигне, али без успеха.
Након вечере у гостионици, Паркинс у својој соби прегледа звиждаљку. Прво уклања тврду наслагу земље са ње на папир, затим избацује земљу кроз прозор и примећује особу за коју верује да је једини намерник „на обали, окренут ка гостионици”. Паркинс затим приближава звиждаљку свећи и открива два натписа на њој. На једној страни стоји:
| FUR | FLA FLE | BIS |

Паркинс не успева да протумачи овај натпис. На другој страни стоји „QUIS EST ISTE QUI UENIT”, латинска фраза коју Паркинс преводи као „Ко је онај који долази?” Када дуне у звиждаљку, Паркинс примећује нагли налет ветра изван свог прозора и има визију „широког, мрачног ноћног пространства, по којем дува хладовит ветар”, у чијем средишту види усамљену фигуру.
Те ноћи, у немогућности да заспи, Паркинс има визије човека који очајнички трчи и пење се преко високих баријера, нервозно се осврћући. Када човек падне на земљу од исцрпљености, Паркинс види узрок његовог бега — „фигуру у светлој, лепршавој одећи, нејасно дефинисану”, која се креће на чудан начин и невероватном брзином. Схвативши да не може да одагна визије, Паркинс одлучује да чита целу ноћ, али када покуша да упали шибицу, чује звук који подсећа на шкрипање по поду, као да нешто бежи од његовог кревета, за шта мисли да су у питању пацови. Чита све док не заспи чврстим сном, са свећом поред кревета која и даље гори када се он пробуди следећег јутра.
Док се припрема да напусти гостионицу, собарица му саопштава да оба кревета у његовој соби изгледају као да је неко спавао у њима. Већ је наместила оба кревета, објашњавајући да су чаршави на оном кревету у којем он није спавао били „згужвани и разбацани на све стране”. Паркинс претпоставља да је можда померио чаршаве док је распакивао своје ствари. Потом одлази из гостионице да игра голф, поново са пуковником Вилсоном, коме помиње звиждаљку. Пуковник, који је „наглашено протестантских ставова”, каже да би „био опрезан с коришћењем нечега што је припадало папистима”.
Враћајући се у гостионицу, Паркинс и Вилсон наилазе на преплашеног дечака који трчи одатле, објашњавајући да је управо видео чудну, белу фигуру како му маше из прозора једне од соба. Паркинс из дечаковог описа схвата да је реч о његовој соби. Приликом провере, затичу врата собе закључана, али проналазе чаршаве на коришћеном кревету изгужване.
Те ноћи, Паркинса буди пад импровизоване преграде коју је поставио да блокира месечеву светлост. Уочава фигуру како седи на другом кревету, што га приморава да скочи са свог кревета и оде до прозора како би узео штап. У том тренутку, „прилика у празном кревету” стаје испред врата, с раширеним рукама. Прилика остаје непомична у сенци неколико тренутака док се Паркинсов страх појачава. Потом слепо тумара по соби, нагнута напред, крећући се ка Паркинсовом кревету, и пипајући по јастуку и чаршавима тражећи га. Схвативши да он више није у кревету, прилика прелази у део собе осветљен месечином; Паркинс види „застрашујуће, до крајности застрашујуће лице од згужваног платна”.
Паркинс испушта крик гађења, откривајући своју позицију код прозора. Фигура се брзо упућује ка њему, и он се повлачи до пола кроз прозор, вриштећи, док се њено лице „приближава његовом”. Баш у том тренутку, пуковник Вилсон разваљује врата његове собе; пре него што стигне до прозора, прилика пада на под, претварајући се у гомилу постељине, док Паркинс пада у несвест. Следећег дана, особље гостионице спаљује постељину из његове собе, а пуковник баца звиждаљку у море.

## Адаптације
BBC је ову причу адаптирао два пута; прво 1968. у режији Џонатана Милера, са Мајклом Хордерном у главној улози, па 2010. са Џоном Хертом и Софи Томпсон у главним улогама.